# Georgios Karatzaferis
Georgios Karatzaferis (IPA: [ˈʝorɣos karad͡zaˈferis]) (in greco: Γεώργιος Καρατζαφέρης; Atene, 11 agosto 1947) è un politico e giornalista greco.

## Biografia
Giornalista radio-televisivo.
Membro del Parlamento Ellenico dal 1993 con Nuova Democrazia da cui viene espulso nel 2000.
È fondatore e presidente del Raggruppamento Popolare Ortodosso, partito di destra fondato nel 2000, con cui torna in Parlamento fino al 2012.
Nel 2004 viene eletto al Parlamento europeo dove resta fino al 2007.